# 湖北蝇子草
湖北蝇子草（学名：Silene hupehensis）为石竹科蝇子草属的植物，是中国的特有植物。分布于中国大陆的甘肃、湖北、河南、陕西、四川等地，生长于海拔1,200米至2,700米的地区，一般生长在草坡或林间岩石缝中，目前尚未由人工引种栽培。
其种加词“hupehensis ”意为“湖北的”。

## 异名
- Silene hupehensis C. L. Tang var. pubescens C. L. Tang
- Silene hupehensis var. hupehensis
- Silene linearifolia Pamp.